# Riu de Toran
El riu de Toran és un és un riu pirinenc d'orientació est-oest, essent el darrer afluent de la Garona en territori aranès. Neix a la capçalera de la vall de Toran, a la vall d'Aran. El punt més llunyà de la seva desembocadura és una zona lacustre situada a ponent del Tuc d'Ermèr a 2.300 metres d'altitud. i desaigua a la Garona per la dreta prop de Pontaut, a 600 metres d'altitud. Els seus afluents més rellevants són els barrancs de Bedreda, Comatruja, Arbaets, Lauxió i Bordius. La vall per on discorre el riu presenta diversos estatges de vegetació. En el curs alt del riu, l'estatge alpí presenta un paisatge de prats i roqueres, i més avall ja té de un marcat caràcter forestal; és un dels pocs llocs de Catalunya amb una pronunciada influència atlàntica, amb boscos mixtos caducifolis d’avellanedes i freixenedes (Fraxino-Carpinion), fagedes amb joliu (Scillo-Fagetum) i avetosa (Goodirero-Abietetum).

## Aprofitaments hidroelèctrics
Les aigües del riu de Toran són aprofitades per dues centrals hidroelèctriques. La presa de Sant Joan de Toran, ubicada als 1.190 metres d'altitud, en regula el cabal i en desvia una part mitjançant una una galeria en pressió de 8.260 metres de longitud cap a la central hidroelèctrica de Sant Joan de Toran, situada aigües avall. Ja a prop del peu de la vall, a una altitud de 698 metres, es troba l'embassament de Toran - Pont de Rei, que amb una capacitat de 154.000 metres cúbics i amb aportacions del riu de Toran i d'un canal procedent de la central de Bossòst, alimenta la central hidroelèctrica de Pont de Rei.